# Comité régional des pêches maritimes et des élevages marins de Bretagne
Le Comité régional des Pêches Maritimes et des Élevages Marins de Bretagne (CRPMEM) est un organisme professionnel qui défend les intérêts de plus de 6 000 marins travaillant en Bretagne, soit 29,4 % des marins français (source INSEE). La Bretagne représente en valeur 46,9 % de la pêche française.

## Fonctionnement
Il est régi par l’article L 912-1 et suivants du Code Rural et de la Pêche Maritime.
Le conseil du  CRPMEM de Bretagne réunit 50 représentants des différentes composantes de la filière Pêche Bretonne et est représenté au sein du Comité National des Pêches Maritimes et des Élevages Marins.
Son Président actuel, Olivier Le Nézet (Président du CDPMEM 56) a succédé à André le Berre en 2012.

### Missions
Le CRPMEM de Bretagne a pour mission de représenter la filière Pêche :
- Assurer la présentation et la promotion des intérêts généraux des producteurs, des premiers acheteurs et des transformateurs des produits des pêches maritimes et des élevages marins .
- Participer à l'organisation d'une gestion équilibrée des ressources
- Apporter sa contribution à la mise en œuvre des mesures d'ordre et de précaution destinées à harmoniser les intérêts des acteurs de la filière.
- Participer à l'amélioration des conditions de production et d'une manière générale à la réalisation d'actions économiques et sociales en faveur des membres des professions concernés.

### Interventions
Le Comité Régional des Pêches et des Elevages Marins  de Bretagne est opérateur du Site Natura 2000 des Roches de Penmarc'h.